# Mânio Emílio Mamercino
Mânio Emílio Mamercino (em latim: Manius Aemilius Mamercinus) foi um político da gente Emília nos primeiros anos da República Romana eleito cônsul em 410 a.C. com Caio Valério Potito Voluso. Foi também tribuno consular em 405, 403 e 401 a.C.. Era filho de Mamerco Emílio Mamercino, ditador em 437, 434 e 426 a.C.

## Consulado
Foi eleito cônsul em 410 a.C. com Caio Valério Potito Voluso. Durante seu mandato, apesar da oposição do tribuno da plebe Marco Menênio, que queria condicionar o alistamento à aprovação da lei agrária, Valério conduz uma campanha contra volscos e équos, que haviam conquistado a cidade de Carvento (em latim: Arx Carventana), que era da Liga Latina, reconquistando a cidade.

## Primeiro tribunato (405 a.C.)
Foi eleito novamente em 405 a.C., desta vez com Tito Quíncio Capitolino Barbato, Aulo Mânlio Vulsão Capitolino, Lúcio Fúrio Medulino, Caio Júlio Julo e Quinto Quíncio Cincinato.
Roma levou a guerra até Veios, cercando a cidade, que não conseguiu obter o apoio das demais cidades etruscas em sua guerra contra Roma.
| “ | No início do cerco, os etruscas realizaram assembleias lotadas perto do Templo de Voltumna, mas não conseguiram decidir se todos os etruscos deveriam entrar na guerra em favor dos veios. | ” |
|   | — Lívio, Ab Urbe condita IV, 4, 61.. |   |

## Segundo tribunato consular (403 a.C.)
Dois anos depois, Mânio Emílio foi novamente eleito, desta vez com Marco Quintílio Varo, Lúcio Valério Potito, Ápio Cláudio Crasso, Lúcio Júlio Julo e Marco Fúrio Fuso.
| “ | Depois de garantir a paz nos demais frentes, romanos e veios estavam prontos para o combate com uma fúria e um ódio recíproco tal que seria o fim para os que fossem derrotados. | ” |
|   | — Lívio, Ab Urbe condita V, 1. |   |

Enquanto os romanos cercavam Veios, construindo aterros, máquinas de cerco e pequenas fortalezas para controlar o território, os veios não conseguiram convocar as demais cidades etruscas para a guerra contra Roma. Quando chegou o inverno, os romanos tomaram a extraordinária decisão de manter o exército de prontidão no cerco para impedir que os veios destruíssem todos os progressos realizados até então por causa da retirada — até então, durante os meses de outono e inverno, as campanhas militares eram suspensas e os soldados-cidadãos voltavam para a cidade para cuidar de seus afazeres. Mas a decisão não ocorreu sem a firme oposição dos tribunos da plebe:
| “ | Estava posta à venda a liberdade da plebe: os jovens, mantidos constantemente longe da cidade e excluídos da participação na vida política, agora nem mesmo diante do inverno e da má estação, podem retornar para suas casas e propriedades. Qual acreditavam que seria a causa de um serviço militar que durava para sempre? | ” |
|   | — Lívio, Ab Urbe condita V, 2. |   |

Só a intervenção de Ápio Cláudio Crasso, que com sua celebrada oratória contrastou a polêmica dos tribjnos e uma improvisada sortida dos veios, que queriam destruir as máquinas de cerco romanas, conseguiram estabelecer novamente a concórdia entre as ordens e demonstrar a necessidade de manter o exército de prontidão durante o inverno.

## Terceiro tribunato consular (401 a.C.)
Em 401 a.C., foi eleito tribuno consular pela quarta vez, desta vez com Lúcio Júlio Julo, Marco Fúrio Camilo, Lúcio Valério Potito, Cneu Cornélio Cosso e Cesão Fábio Ambusto.
Durante o ano, Roma foi tomada por uma grande polêmica, alimentada pelos tribunos da plebe por causa da má condução da guerra, com uma série de revezes sofridos pelos romanos no cerco a Veios, provocado principalmente por discordâncias entre dois tribunos consulares, Mânio Sérgio Fidenato e Lúcio Vergínio Tricosto Esquilino, pela decisão de manter os soldados a serviço mesmo durante inverno no cerco a Veios (quando o período normal do alistamento era a primavera e o verão) e pela necessidade de novos impostos para sustentar o esforço de guerra, especialmente depois da decisão de pagar os soldados do erário público pelo período da guerra.
| “ | ...E, como os tribunos não permitia a coleta dos impostos militares e aos comandantes não chegava dinheiro para pagar os homens, que reclamavam impacientemente por seus salários, pouco surpreende que também o acampamento fosse contagiado pelos problemas ocorridos na cidade | ” |
|   | — Lívio, Ab Urbe Condita V, 12. |   |

No final, os tribunos da plebe processaram Sérgio Fidenato e Lúcio Vergínio pela péssima condução da guerra e os dois foram condenados a pagara uma multa de 10 000 asses.
Na frente militar, Na frente militar, Fúrio Camilo assumiu o comando do exército romano e, num curto período de tempo, atacou dois aliados de Veios, os falérios e os capenatos, que resistiram dentro de suas muralhas. Os romanos reconquistaram as posições perdidas no ano anterior em Veios enquanto Valério Potito cuidava da campanha contra os volscos e cercou Anxur (Terracina), que também foi cercada.
| “ | No território dos volscos, porém, depois de haver saqueado a zona rural, os romanos tentaram tomar Anxur, que ficava numa colina. Mas quando eles perceberam a inutilidade de uma ação pela força, guiados por Valério Potito, a quem foi confiado comando da operação, iniciou-se um cerco da cidade com a construção de um fosso e de trincheiras. | ” |
|   | — Lívio, Ab Urbe Condita V, 12. |   |

Cornélio estabeleceu um terceiro estipêndio a ser pago aos cavaleiros cujo cavalo não fosse fornecido pelo Estado. Supõe-se que ele tenha promovida a candidatura de seu meio-irmão (ou primo), o plebeu Públio Licínio Calvo Esquilino, à magistratura de tribuno consular em 400 a.C.